# ديمون فيرانت
ديمون فيرانت (بالإنجليزية: Damon Ferrante)‏ هو ملحن أمريكي، ولد في 1971.

## روابط خارجية
- ديمون فيرانت على موقع IMDb (الإنجليزية)